# Campeonato Mundial de Balonmano Femenino de 2025
El XXVII Campeonato Mundial de Balonmano Femenino se celebrará conjuntamente en Alemania y los Países Bajos entre el 26 de noviembre y el 14 de diciembre de 2025 bajo la organización de la Federación Internacional de Balonmano (IHF), la Federación Alemana de Balonmano y la Federación Neerlandesa de Balonmano.
Un total de treinta y dos selecciones nacionales competirán por el título mundial, cuyo actual portador es el equipo de Francia, vencedor del Mundial de 2023.

## Clasificación
| Competición                               | Fecha                                       | Sede                         | Plazas | Equipos clasificados                                                                                        |
| ----------------------------------------- | ------------------------------------------- | ---------------------------- | ------ | --- |
| País anfitrión                            | —                                           | —                            | 2      | Alemania Países Bajos                                                                                       |
| Campeonato Mundial                        | 29 de noviembre – 17 de diciembre de 2023   | Dinamarca · Noruega · Suecia | 1      | Francia |
| Campeonato Sudamericano y Centroamericano | 26 – 30 de noviembre de 2024                | Niterói · ( Brasil)          | 3      | Argentina Brasil Uruguay                                                                                    |
| Campeonato Africano                       | 27 de noviembre – 7 de diciembre de 2024    | Kinshasa ( R. D. del Congo)  | 4      | Angola Egipto Senegal Túnez                                                                                 |
| Campeonato Asiático                       | 3 – 10 de diciembre de 2024                 | Nueva Delhi ( India)         | 4      | Corea del Sur Irán Japón Kazajistán                                                                         |
| Campeonato Europeo                        | 28 de noviembre – 15 de diciembre de 2024   | Hungría · Suiza · Austria    | 3      | Dinamarca Hungría Noruega                                                                                   |
| Campeonato Norteamercano y del Caribe     | 7 – 12 de abril de 2025                     | Ciudad de México · ( México) | 1      | Cuba |
| Proceso europeo de clasificación          | 24 de octubre de 2024 – 13 de abril de 2025 | —                            | 11     | Austria España Islandia Islas Feroe Macedonia del Norte Polonia República Checa Rumania Serbia Suecia Suiza |
| Invitación                                | —                                           | —                            | 2      | Estados Unidos China                                                                                        |
| TOTAL                                     |                                             |                              | 32     | 32 |

## Sedes
| Foto | Grupo                     | Ciudad                     | Instalación    | Capacidad |
| ---- | ------------------------- | -------------------------- | -------------- | --------- |
|      | A, E, I, III y Fase final | Róterdam · ( Países Bajos) | Rotterdam Ahoy | 16 500    |
|      | B y F                     | Bolduque · ( Países Bajos) | Maaspoort      | 3500      |
|      | C y G                     | Stuttgart · ( Alemania)    | Porsche-Arena  | 6200      |
|      | D y H                     | Tréveris · ( Alemania)     | Arena Trier    | 5900      |
|      | II y IV                   | Dortmund · ( Alemania)     | Westfalenhalle | 12 000    |

Fuente: 

## Grupos
El sorteo de los grupos se llevó a cabo el 22 de mayo de 2025 en Bolduque, Países Bajos. Tras el sorteo, los ocho grupos quedaron de la siguiente manera:
| Grupo A   | Grupo B | Grupo C  | Grupo D     |
| --------- | ------- | -------- | ----------- |
| Dinamarca | Hungría | Alemania | Montenegro  |
| Rumania   | Suiza   | Serbia   | España      |
| Japón     | Senegal | Islandia | Islas Feroe |
| Croacia   | Irán    | Uruguay  | Paraguay    |

| Grupo E      | Grupo F | Grupo G         | Grupo H       |
| ------------ | ------- | --------------- | ------------- |
| Países Bajos | Francia | Suecia          | Noruega       |
| Austria      | Polonia | Brasil          | Angola        |
| Argentina    | Túnez   | República Checa | Corea del Sur |
| Egipto       | China   | Cuba            | Kazajistán    |

## Primera fase
- Todos los partidos en la hora local de los Países Bajos y Alemania (UTC+1).

Los primeros tres de cada grupo alcanzan la fase principal.

### Grupo A
| Equipo    | J | G | E | P | GF | GC | DG | PTS |
| --------- | - | - | - | - | -- | -- | -- | --- |
| Dinamarca | 0 | 0 | 0 | 0 | 0  | 0  | 0  | 0   |
| Rumania   | 0 | 0 | 0 | 0 | 0  | 0  | 0  | 0   |
| Japón     | 0 | 0 | 0 | 0 | 0  | 0  | 0  | 0   |
| Croacia   | 0 | 0 | 0 | 0 | 0  | 0  | 0  | 0   |

- Resultados

| Fecha | Hora  | Partido¹  | Partido¹ | Partido¹  | Resultado |
| ----- | ----- | --------- | -------- | --------- | --------- |
| 27.11 | 18:00 | Rumania   | -        | Croacia   |           |
| 27.11 | 20:30 | Dinamarca | -        | Japón     |           |
| 29.11 | 18:00 | Rumania   | -        | Japón     |           |
| 29.11 | 20:30 | Croacia   | -        | Dinamarca |           |
| 01.12 | 18:00 | Japón     | -        | Croacia   |           |
| 01.12 | 20:30 | Dinamarca | -        | Rumania   |           |

- (¹) – Todos en Róterdam.

### Grupo B
| Equipo  | J | G | E | P | GF | GC | DG | PTS |
| ------- | - | - | - | - | -- | -- | -- | --- |
| Hungría | 0 | 0 | 0 | 0 | 0  | 0  | 0  | 0   |
| Suiza   | 0 | 0 | 0 | 0 | 0  | 0  | 0  | 0   |
| Senegal | 0 | 0 | 0 | 0 | 0  | 0  | 0  | 0   |
| Irán    | 0 | 0 | 0 | 0 | 0  | 0  | 0  | 0   |

- Resultados

| Fecha | Hora  | Partido¹ | Partido¹ | Partido¹ | Resultado |
| ----- | ----- | -------- | -------- | -------- | --------- |
| 27.11 | 18:00 | Suiza    | -        | Irán     |           |
| 27.11 | 20:30 | Hungría  | -        | Senegal  |           |
| 29.11 | 18:00 | Suiza    | -        | Senegal  |           |
| 29.11 | 20:30 | Irán     | -        | Hungría  |           |
| 01.12 | 18:00 | Senegal  | -        | Irán     |           |
| 01.12 | 20:30 | Hungría  | -        | Suiza    |           |

- (¹) – Todos en Bolduque.

### Grupo C
| Equipo   | J | G | E | P | GF | GC | DG | PTS |
| -------- | - | - | - | - | -- | -- | -- | --- |
| Alemania | 0 | 0 | 0 | 0 | 0  | 0  | 0  | 0   |
| Serbia   | 0 | 0 | 0 | 0 | 0  | 0  | 0  | 0   |
| Islandia | 0 | 0 | 0 | 0 | 0  | 0  | 0  | 0   |
| Uruguay  | 0 | 0 | 0 | 0 | 0  | 0  | 0  | 0   |

- Resultados

| Fecha | Hora  | Partido¹ | Partido¹ | Partido¹ | Resultado |
| ----- | ----- | -------- | -------- | -------- | --------- |
| 26.11 | 18:00 | Serbia   | -        | Uruguay  |           |
| 26.11 | 20:30 | Alemania | -        | Islandia |           |
| 28.11 | 18:00 | Serbia   | -        | Islandia |           |
| 28.11 | 20:30 | Uruguay  | -        | Alemania |           |
| 30.01 | 18:00 | Islandia | -        | Uruguay  |           |
| 30.01 | 20:30 | Alemania | -        | Serbia   |           |

- (¹) – Todos en Stuttgart.

### Grupo D
| Equipo      | J | G | E | P | GF | GC | DG | PTS |
| ----------- | - | - | - | - | -- | -- | -- | --- |
| Montenegro  | 0 | 0 | 0 | 0 | 0  | 0  | 0  | 0   |
| España      | 0 | 0 | 0 | 0 | 0  | 0  | 0  | 0   |
| Islas Feroe | 0 | 0 | 0 | 0 | 0  | 0  | 0  | 0   |
| Paraguay    | 0 | 0 | 0 | 0 | 0  | 0  | 0  | 0   |

- Resultados

| Fecha | Hora  | Partido¹    | Partido¹ | Partido¹    | Resultado |
| ----- | ----- | ----------- | -------- | ----------- | --------- |
| 26.11 | 18:00 | España      | -        | Paraguay    |           |
| 26.11 | 20:30 | Montenegro  | -        | Islas Feroe |           |
| 28.11 | 18:00 | Paraguay    | -        | Montenegro  |           |
| 28.11 | 20:30 | España      | -        | Islas Feroe |           |
| 30.01 | 15:30 | Islas Feroe | -        | Paraguay    |           |
| 30.01 | 18:00 | Montenegro  | -        | España      |           |

- (¹) – Todos en Tréveris.

### Grupo E
| Equipo       | J | G | E | P | GF | GC | DG | PTS |
| ------------ | - | - | - | - | -- | -- | -- | --- |
| Países Bajos | 0 | 0 | 0 | 0 | 0  | 0  | 0  | 0   |
| Austria      | 0 | 0 | 0 | 0 | 0  | 0  | 0  | 0   |
| Argentina    | 0 | 0 | 0 | 0 | 0  | 0  | 0  | 0   |
| Egipto       | 0 | 0 | 0 | 0 | 0  | 0  | 0  | 0   |

- Resultados

| Fecha | Hora  | Partido¹     | Partido¹ | Partido¹     | Resultado |
| ----- | ----- | ------------ | -------- | ------------ | --------- |
| 28.11 | 18:00 | Austria      | -        | Egipto       |           |
| 28.11 | 20:30 | Países Bajos | -        | Argentina    |           |
| 30.11 | 18:00 | Países Bajos | -        | Argentina    |           |
| 30.11 | 20:30 | Egipto       | -        | Países Bajos |           |
| 02.12 | 18:00 | Argentina    | -        | Egipto       |           |
| 02.12 | 20:30 | Países Bajos | -        | Austria      |           |

- (¹) – Todos en Róterdam.

### Grupo F
| Equipo  | J | G | E | P | GF | GC | DG | PTS |
| ------- | - | - | - | - | -- | -- | -- | --- |
| Francia | 0 | 0 | 0 | 0 | 0  | 0  | 0  | 0   |
| Polonia | 0 | 0 | 0 | 0 | 0  | 0  | 0  | 0   |
| Túnez   | 0 | 0 | 0 | 0 | 0  | 0  | 0  | 0   |
| China   | 0 | 0 | 0 | 0 | 0  | 0  | 0  | 0   |

- Resultados

| Fecha | Hora  | Partido¹ | Partido¹ | Partido¹ | Resultado |
| ----- | ----- | -------- | -------- | -------- | --------- |
| 28.11 | 18:00 | Polonia  | -        | China    |           |
| 28.11 | 20:30 | Francia  | -        | Túnez    |           |
| 30.11 | 18:00 | Polonia  | -        | Túnez    |           |
| 30.11 | 20:30 | China    | -        | Francia  |           |
| 02.12 | 18:00 | Túnez    | -        | China    |           |
| 02.12 | 20:30 | Francia  | -        | Polonia  |           |

- (¹) – Todos en Bolduque.

### Grupo G
| Equipo          | J | G | E | P | GF | GC | DG | PTS |
| --------------- | - | - | - | - | -- | -- | -- | --- |
| Suecia          | 0 | 0 | 0 | 0 | 0  | 0  | 0  | 0   |
| Brasil          | 0 | 0 | 0 | 0 | 0  | 0  | 0  | 0   |
| República Checa | 0 | 0 | 0 | 0 | 0  | 0  | 0  | 0   |
| Cuba            | 0 | 0 | 0 | 0 | 0  | 0  | 0  | 0   |

- Resultados

| Fecha | Hora  | Partido¹        | Partido¹ | Partido¹        | Resultado |
| ----- | ----- | --------------- | -------- | --------------- | --------- |
| 27.11 | 18:00 | Brasil          | -        | Cuba            |           |
| 27.11 | 20:30 | Suecia          | -        | República Checa |           |
| 29.11 | 18:00 | Brasil          | -        | República Checa |           |
| 29.11 | 20:30 | Cuba            | -        | Suecia          |           |
| 01.12 | 18:00 | República Checa | -        | Cuba            |           |
| 01.12 | 20:30 | Suecia          | -        | Brasil          |           |

- (¹) – Todos en Stuttgart.

### Grupo H
| Equipo        | J | G | E | P | GF | GC | DG | PTS |
| ------------- | - | - | - | - | -- | -- | -- | --- |
| Noruega       | 0 | 0 | 0 | 0 | 0  | 0  | 0  | 0   |
| Angola        | 0 | 0 | 0 | 0 | 0  | 0  | 0  | 0   |
| Corea del Sur | 0 | 0 | 0 | 0 | 0  | 0  | 0  | 0   |
| Kazajistán    | 0 | 0 | 0 | 0 | 0  | 0  | 0  | 0   |

- Resultados

| Fecha | Hora  | Partido¹      | Partido¹ | Partido¹      | Resultado |
| ----- | ----- | ------------- | -------- | ------------- | --------- |
| 27.11 | 18:00 | Angola        | -        | Kazajistán    |           |
| 27.11 | 20:30 | Noruega       | -        | Corea del Sur |           |
| 29.11 | 18:00 | Angola        | -        | Corea del Sur |           |
| 29.11 | 20:30 | Kazajistán    | -        | Noruega       |           |
| 01.12 | 18:00 | Corea del Sur | -        | Kazajistán    |           |
| 01.12 | 20:30 | Noruega       | -        | Angola        |           |

- (¹) – Todos en Tréveris.